# 300万人口的现代城市

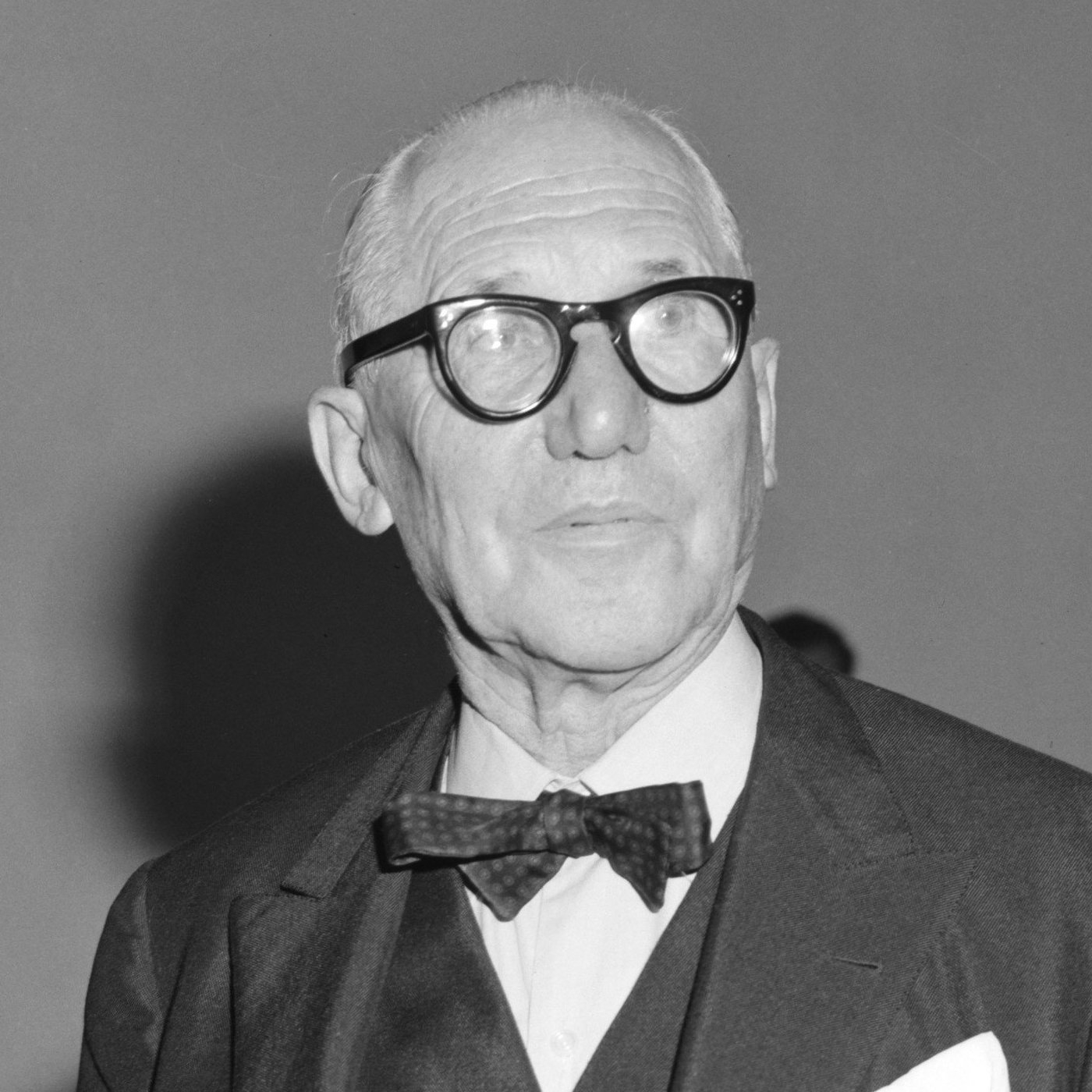
勒·柯布西耶

300万人口的现代城市（法語：Ville contemporaine de trois millions d'habitants），也称当代城市（法語：Ville Contemporaine），是著名法国建筑师勒·柯布西耶应邀为巴黎1922年秋季沙龙举办的城市展览所做的一个的理想化的城市规划设计方案，并为该方案取名为“300万人口的现代城市”。1922年，他发表的著作《明日之城市》（法語：Urbanisme）一书，详细阐述了这个假想的300万人口的城市规划方案，该方案被革新派视为经典却在保守派中引起了争议，但对城市规划理念产生了重要影响，是城市集中主义理论中的一种。

## 理论与背景
勒·柯布西耶与之前田园城市、有机疏散理论等各种城市分散主义理论相反，率先把工业化的思想带入了城市规划领域，并提出了“城市集中主义”的城市规划理论，主张用全新的规划与建筑方式改造城市。柯布西耶的城市规划主张主要有四个方面：需要通过技术改造完善传统城市中心区的集聚功能；通过提高密度的手法解决城市拥挤的问题，局部考虑建超高层建筑，如“摩天大楼”；主张调整城市内部的密度分布，降低城市中心区的建筑密度和就业密度；应当建立一种由铁路和人车完全分离的高架道路结合的新型、高效的地面城市交通系统。1925年，柯布西耶基于相同的理论提出了巴黎改建的新设想方案，即伏埃森规划——16栋60层的供国际公司总部用的大厦。但是，该设想没有得到巴黎当局所采纳。

## 300万人口的现代城市方案内容
勒·柯布西耶的300万人口的现代城市规划的中心思想是：疏散城市中心，提高密度，改善交通，提供绿地、阳光和空间。
规划内容的要点是：城市的中央为商业区，有可容纳40万居民居住在24座60层十字形摩天大楼；摩天大楼的周边有大片绿地供市民休憩；商业区的周围有环形居住带，有可容纳60万居民的多层连续板式住宅楼；最外围是可容纳200万居民的田园式住宅；城市的平面构造是现代化的几何形构图，矩形与对角线的道路交织在一起。